# Джон Шортлънд
Джон Шортлънд (на английски: John Shortland) е английски военноморски офицер, пътешественик-изследовател.

## Биография
Роден е на 5 септември 1769 година в Англия, най-големият син в семейството на Джон Шортлънд (1739 – 1803), офицер от Кралския флот. Още съвсем млад постъпва във военноморския флот. От 1783 до 1787 плава в района на Карибско море и Мексиканския залив. През 1787 заминава за Австралия и плава на корабите „Александър“ и „Френдшип“ във водите около континента в продължение на пет години.
През август 1788, на път от Порт Джексън за Батавия в архипелага Луизиада, вторично след Луис Ваес де Торес, открива остров Ръсел (11°21′ ю. ш. 154°09′ и. д. / 11.35° ю. ш. 154.15° и. д.), а в групата о-ви Ню-Джорджия (в Соломоновите о-ви) открива островите Гатукаи (8°47′ ю. ш. 158°11′ и. д. / 8.783333° ю. ш. 158.183333° и. д.), Симбо (8°17′ ю. ш. 156°32′ и. д. / 8.283333° ю. ш. 156.533333° и. д.) и Шортлънд (7°03′ ю. ш. 155°46′ и. д. / 7.05° ю. ш. 155.766667° и. д.).
През 1794 отново плава до Австралия, като докарва новия губернатор на страната Джон Хънтър и през септември 1797 изследва и картира устието на река Хънтър и района на днешния град Нюкасъл.
На 13 декември 1809, в тежко морско сражение с два френски кораба, е сериозно ранен и умира в болницата в Гваделупа на 21 януари 1810 година на 40-годишна възраст.

## Памет
Неговото име носи остров Шортлънд (7°03′ ю. ш. 155°46′ и. д. / 7.05° ю. ш. 155.766667° и. д.) в Соломоновите о-ви.